# Nijlkrokodil
De nijlkrokodil of Afrikaanse krokodil (Crocodylus niloticus) is een krokodilachtige uit de familie echte krokodillen (Crocodylidae) en de onderfamilie Crocodylinae.
De nijlkrokodil is de grootste van de vier in Afrika voorkomende soorten krokodilachtigen en kan een lengte van 6,5 meter en een gewicht van meer dan 700 kilo bereiken. Omdat deze krokodil een groot verspreidingsgebied heeft en vrij algemeen voorkomt is er veel onderzoek naar de soort gedaan en zijn de biologie, ecologie en levenswijze goed bekend.

## Naam en indeling
De wetenschappelijke naam van de soort werd voor het eerst voorgesteld door Josephus Nicolaus Laurenti in 1768. Later werd vaak de wetenschappelijke geslachtsnaam Crocodilus gebruikt. De wetenschappelijke naam van de nijlkrokodil is Crocodylus niloticus, deze naam betekent letterlijk krokodil (Crocodylus) van de Nijl (niloticus). De soort is in het verleden ook beschreven onder andere namen zoals Lacerta crocodila (vertaling: hagediskrokodil) Crocodilus vulgaris (vertaald 'gewone krokodil') en Crocodilus madagascariensis (vert. 'Madagaskarkrokodil').

### Ondersoorten
Lange tijd werden er zeven verschillende ondersoorten erkend. De ondersoort Crocodylus niloticus madagascariensis wordt echter niet meer erkend en de ondersoort Crocodylus niloticus suchus wordt tegenwoordig als een aparte soort beschouwd; Crocodylus suchus. Het huidige aantal komt daarop op vijf, die onderstaand zijn weergegeven, met de auteur en het verspreidingsgebied.
| Naam                               | Auteur                | Verspreidingsgebied                                         |
| ---------------------------------- | --------------------- | ----------------------------------------------------------- |
| Crocodylus niloticus africanus     | Laurenti, 1768        | Tanzania, Rwanda, Burundi                                   |
| Crocodylus niloticus chamses       | Bory, 1824            | Oeganda, Soedan, Congo-Kinshasa, Gabon, Angola, Zambia      |
| Crocodylus niloticus cowiei        | Smith in Hewitt, 1937 | Mozambique, Botswana, Malawi, Zimbabwe, Zambia, Zuid-Afrika |
| Crocodylus niloticus niloticus     | Laurenti, 1768        | Overige delen van het areaal                                |
| Crocodylus niloticus pauciscutatus | Deraniyagala, 1948    | Somalië, Ethiopië, Kenia                                    |

## Uiterlijke kenmerken
De nijlkrokodil wordt gemiddeld vijf tot zes meter lang, exemplaren van zeven meter zouden zijn aangetroffen maar dergelijke lengtes zijn niet bevestigd. Exemplaren die in koelere streken leven zoals zuidelijke delen van Afrika worden tot vier meter lang. Nijlkrokodillen in extreem hete omgevingen blijven nog kleiner en bereiken een maximale lichaamslengte van twee tot drie meter. Volwassen exemplaren zijn meestal geheel donkergrijs van kleur, met bijna zwarte dwarsbanden op de staart, de onderkant is lichter. De jonge dieren hebben een olijfbruine tot donkerbruine lichaamskleur en ze hebben een afstekende, donkere tot zwarte bandering op het lichaam en vooral op de staart. Deze tekening vervaagt met de jaren en de lichaamskleur naar donkergrijs, de donkere dwarsbanden op de staart blijven echter zichtbaar. De buikzijde heeft een aanmerkelijk lichtere kleur.
De nijlkrokodil is niet zo zwaar bepantserd als bijvoorbeeld de pantserkrokodil (Crocodylus cataphractus) en de breedvoorhoofdkrokodil (Osteolaemus tetraspis). Op de rug zijn rijen knobbels aanwezig, de staart heeft een middelhoge, stekelachtige kam. Het aantal verharde insluitingen in de huid -osteodermen genoemd- verschilt tussen de populaties en ook het aantal en de vorm van de schubben kan variëren. Er zijn hierdoor verschillende ondersoorten erkend, zie onder het kopje #ondersoorten.
Het aantal tanden varieert van 64 tot 68; 10 voortanden (premaxillair), 26 of 28 tanden (maxillair) in de bovenkaak en 28 of 30 kiezen (mandibulair) in de onderkaak.

## Verspreiding en habitat

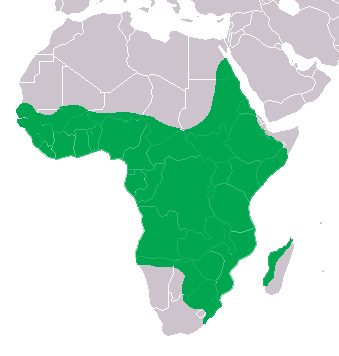
Globaal verspreidingsgebied van de nijlkrokodil

De nijlkrokodil komt voor in verreweg het grootste deel van Afrika in de landen Angola, Benin, Botswana, Burkina Faso, Burundi, Kameroen, Centraal-Afrikaanse Republiek, Tsjaad, Congo-Kinshasa, Congo-Brazzaville, Egypte, Ethiopië, Equatoriaal-Guinea, Gabon, Gambia, Ghana, Guinea, Guinee-Bissau, Ivoorkust, Kenia, Liberia, Madagaskar, Malawi, Mali, Mauritanië, Mozambique, Namibië, Niger, Nigeria, Rwanda, Senegal, Sierra Leone, Somalië, Zuid-Afrika, Soedan, Swaziland, Tanzania, Togo, Oeganda, Zambia en Zimbabwe. In Israël en op de Comoren kwam de nijlkrokodil tot recentelijk ook voor, maar hij is in deze landen tegenwoordig uitgestorven, op de Comoren is verdroging waarschijnlijk de belangrijkste oorzaak.
De habitat bestaat uit meren, plassen en watervalmeertjes en ook in brak water of in zee langs de kustwateren van West-Afrika wordt de soort soms aangetroffen. Na de broedtijd verlaat de krokodil de broedplaatsen en zoekt andere wateren op. De nijlkrokodil kan zich goed aanpassen aan verschillende omstandigheden wat het grote verspreidingsgebied verklaart. Zelfs in de Sahara komt een populatie voor, de hier levende exemplaren blijven echter veel kleiner dan gemiddeld.

## Gedrag
De nijlkrokodil is voornamelijk in de nacht actief, ligt overdag vaak te zonnen en pakt als de kans zich voordoet langslopende prooien. Bij hoge temperaturen wordt het water opgezocht, de bek geopend en lijkt het net of de krokodil gaapt. De bek wordt opengesperd om door middel van verdamping enige verkoeling te verkrijgen omdat de gepantserde huid van een krokodil geen verdamping toelaat. Net als veel andere krokodillen worden holen gegraven in de oever, soms onder de waterspiegel, waar de nijlkrokodil zich terugtrekt als het te heet of te droog wordt. Ook verschuilt de krokodil zich onder grote stenen en tussen boomwortels.
Krokodillen zijn niet erg sociaal, alleen de zeer jonge dieren zoeken elkaar op en vormen een soort crèche, oudere dieren foerageren soms in groepen, ze staan elkaars aanwezigheid toe omdat ze als groep efficiënter kunnen jagen, zie ook onder het kopje voedsel. In de paartijd echter vinden felle gevechten plaats.

## Voedsel

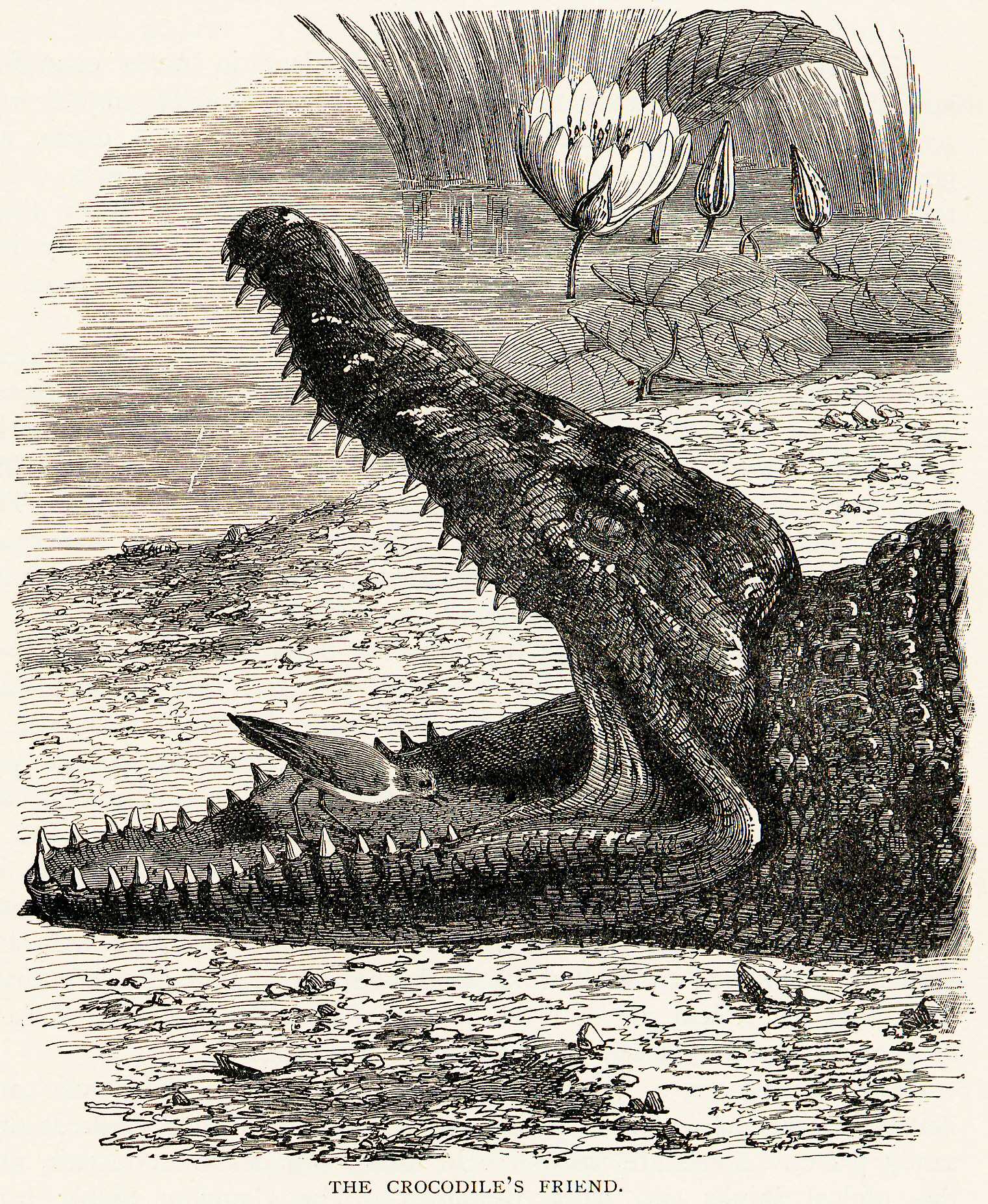
Op deze tekening uit 'Popular Natural History' (Henry Scherren, 1909) is de krokodilwachter te zien.

De eetgewoonten van de nijlkrokodil zijn goed onderzocht waardoor er veel bekend is over het voedsel dat hij eet. De krokodil staat bekend als grote eter maar kan in geval van voedselschaarste zich wel twee jaar van voedsel onthouden.
De nijlkrokodil zou zijn bek van voedselresten en parasieten laten ontdoen door sommige soorten vogels zoals de krokodilwachter (Pluvianus aegyptius). Dit gedrag werd al in de 5e eeuw voor Christus door Herodotus beschreven maar toch is van een echte relatie waarschijnlijk geen sprake. De kleine vogeltjes die tussen de vervaarlijke kaken van de krokodil naar voedsel zoeken zijn opportunistisch en hebben geen symbiotische of mutualistische relatie met de nijlkrokodil, hoewel dit lange tijd werd aangenomen.

### Juvenielen
Jonge dieren eten voornamelijk kleine, in het water levende ongewervelden zoals insecten, maar omdat ze snel groeien schakelen ze spoedig over op grotere prooien als vissen, amfibieën en kleine reptielen. Met name kikkers zijn een belangrijke voedselbron voor jonge nijlkrokodillen. Juvenielen kunnen ook opspringen om libellen en andere vliegende ongewervelden uit de lucht te graaien.

### Adulten
Volwassen exemplaren eten voornamelijk grotere vissen, meer dan de helft van de prooidieren bestaat uit vis. Een vis wordt altijd in één keer doorgeslikt en de kop eerst: zo voorkomt de krokodil dat de vis door eventuele stekels in zijn keel blijft steken. Daarnaast wordt op zowel kleine als grotere gewervelden gejaagd zoals antilopen, kafferbuffels, knobbelzwijnen, jonge nijlpaarden en zelfs grotere katachtigen als leeuwen worden soms gegrepen. Alles wat tussen de grote kaken komt en onder water gesleurd wordt is reddeloos verloren omdat de buit al scheurend verdeeld wordt onder meerdere exemplaren. Naast levende prooien wordt soms ook aas opgespoord en gegeten. Een vers kadaver wordt binnen korte tijd verscheurd door meerdere exemplaren, die de brokken vlees in de bek klemmen en deze al om de as draaiend van het karkas afscheuren.
Nijlkrokodillen jagen soms in groepen op vissen waarbij de dieren in een formatie die op een halve cirkel lijkt de vissen opjagen. De dominante nijlkrokodillen eten als eerste, hierbij wordt de vis met een zijwaartse beweging van de bek gegrepen. Dergelijke sociale interacties van nijlkrokodillen bij onder andere de jacht zijn waarschijnlijk complexer dan wordt aangenomen maar veel van het gedrag van de krokodillen en hun groepsgedrag wordt nog niet goed begrepen.

### Aanvallen op de mens
Ook mensen worden soms aangevallen, exacte data zijn onvolledig maar er wordt aangenomen dat de nijlkrokodil meer mensen doodt dan alle andere soorten krokodilachtigen tezamen. Waarschijnlijk worden enkele honderden mensen per jaar opgegeten door de nijlkrokodil, vooral in Tanzania vallen regelmatig slachtoffers. De nijlkrokodil is niet agressiever dan andere krokodilachtigen, maar is vanwege het relatief grote lichaam erg sterk. Bovendien komt de soort in een groot gebied voor in soms hoge dichtheden en vaak langs rivieren waar ook de meeste menselijke bewoning te vinden is.

### Ecologie
De eetgewoonten van de nijlkrokodil hebben een vaak onderschatte positieve invloed op andere dieren in de natuur, zo voorkomt de nijlkrokodil door het eten van dode dieren dat de rottende karkassen het water vervuilen. Belangrijker is het in evenwicht houden van vraatzuchtige roofvissen als meervallen zodat deze geen plaag worden en alle kleinere vissen opeten. Deze zijn namelijk het voedsel voor vele tientallen soorten vogels, en als deze niets te eten hebben trekken ze weg waardoor ze geen fecaliën meer afzetten in het water. Vogelmest is een belangrijke bron van voedingsstoffen voor vissen waardoor een vicieuze cirkel ontstaat. Hierdoor kan het verdwijnen van de nijlkrokodil het natuurlijk evenwicht ernstig verstoren.

## Voortplanting en ontwikkeling

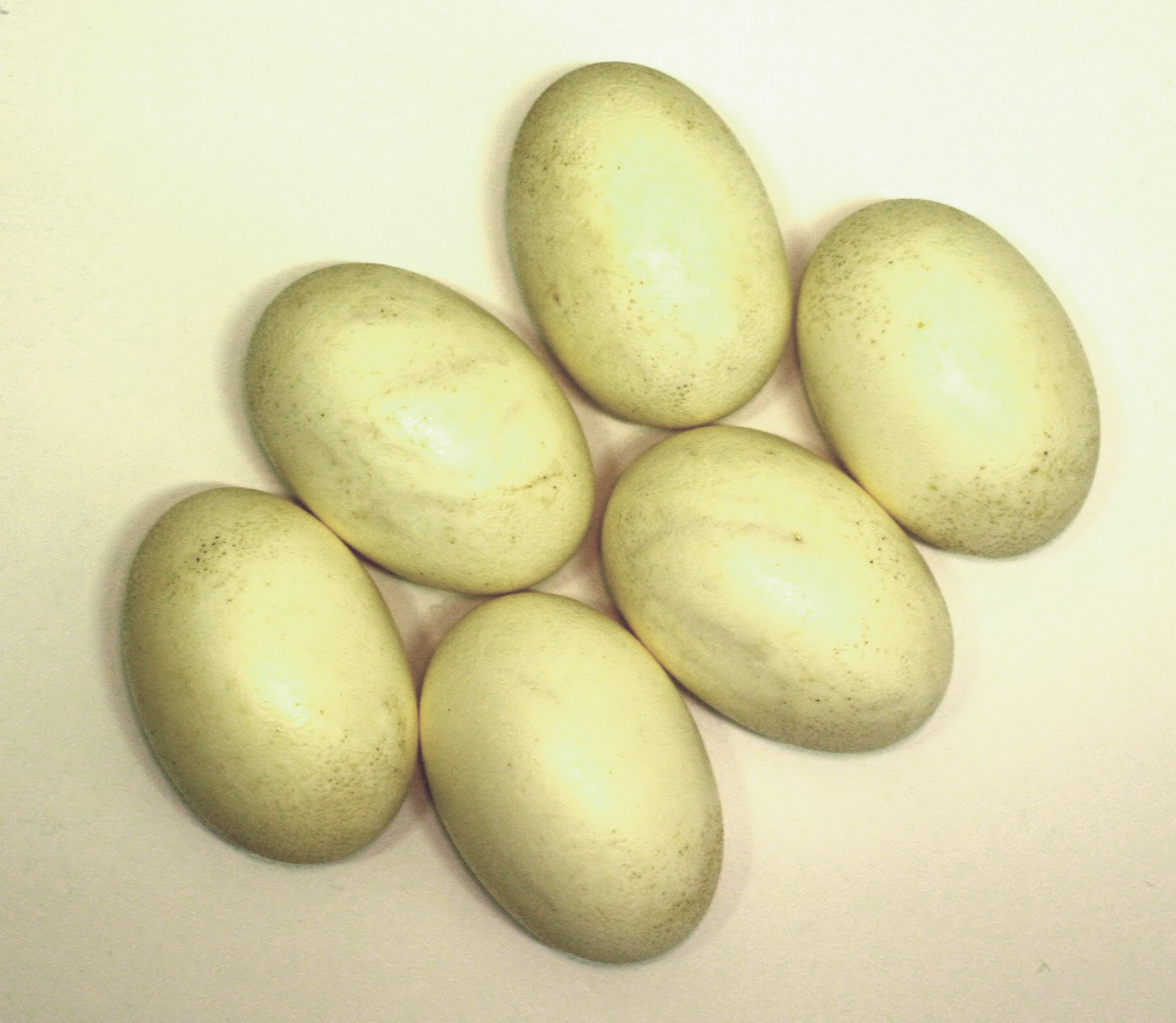
Eitjes van de nijlkrokodil

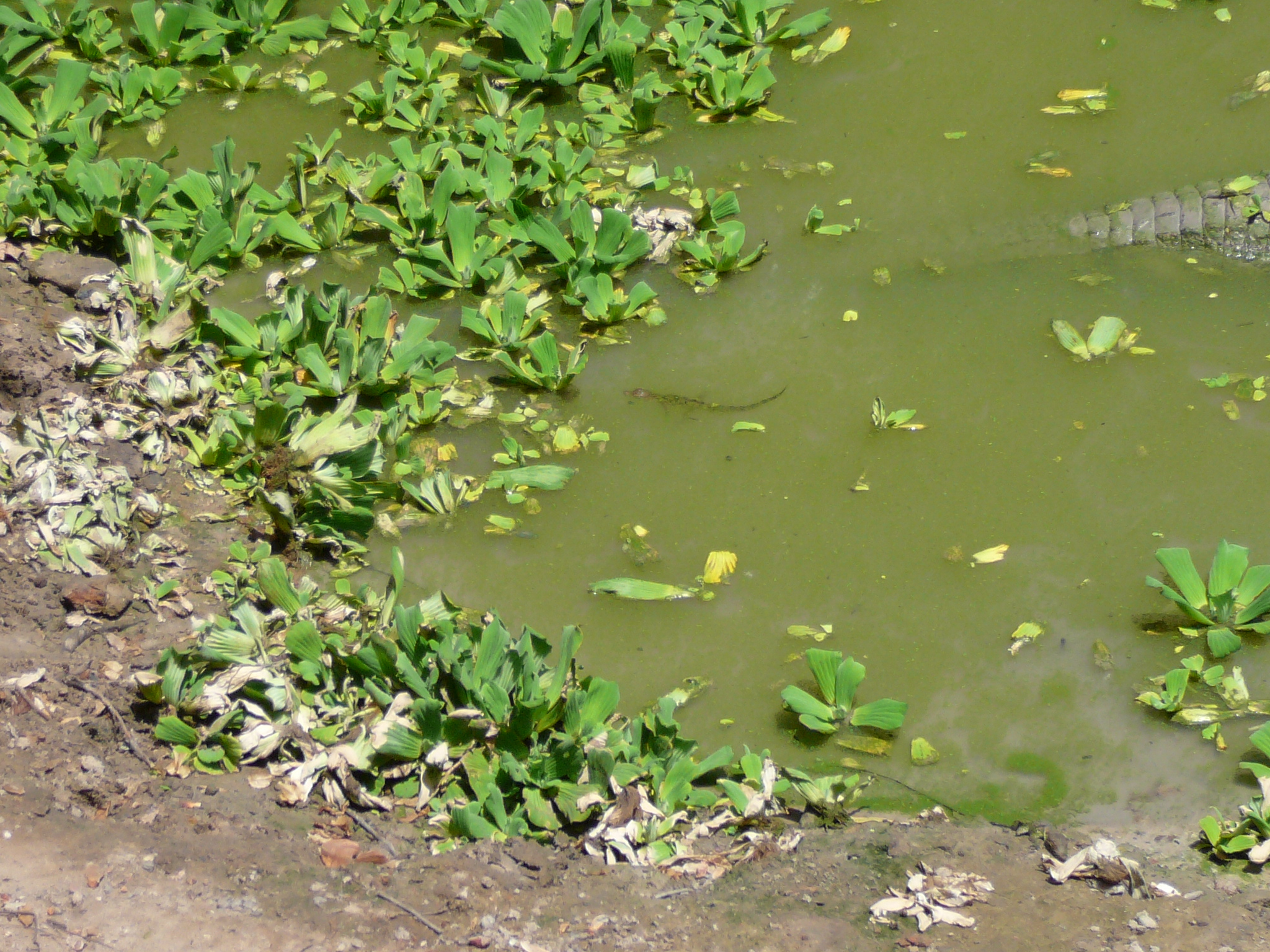
Een zeer jonge krokodil (midden, klik voor vergroting) wordt beschermd door de moeder, rechts is de staart gedeeltelijk te zien.

De nijlkrokodil is seksueel volwassen na zes tot zeven jaar, vrouwtjes zijn geslachtsrijp bij een lengte van ongeveer 2,5 meter, mannetjes bij ruim drie meter. Voor de paring vindt een paringsritueel plaats. Krokodillen zijn eierleggend en maken een nestkuil op het land om de eieren in af te zetten.

### Paring
Tijdens de balts raken nijlkrokodillen elkaar vaak aan, vooral rond de kop en nek. Door met hun neusgaten en bek water te laten borrelen proberen de mannetjes indruk te maken op de vrouwtjes en een geïnteresseerd vrouwtje kromt haar rug en tilt haar kop op met open bek. Soms duwen ze elkaar onder water om te kijken hoe sterk hun partner is. Het mannetje is van het vrouwtje te onderscheiden door kleine bultjes onderaan de onderkaak: de muskusklieren. Deze klieren produceren een zoetige, groenige en olieachtige stof, die de andere sekse aantrekt. Zowel de mannetjes als de vrouwtjes hebben deze klieren, maar bij de mannetjes zijn ze opvallend groter. Als het mannetje zijn keel over de kop en nek van het vrouwtje wrijft, komt de geur vrij en wordt het vrouwtje voorbereid op de paring.
De balts kan wel twee uur duren voor de paring zelf begint. Het paar zakt onder water en het mannetje wikkelt zijn staart om het vrouwtje. Hoewel de balts twee uur duurt, duurt de paring hooguit enkele minuten en dit herhaalt het stel in de loop van de dag. Een dominant mannetje kan met wel twintig vrouwtjes paren, net als vrouwtjes paren met meerdere mannetjes, hoewel het dominante mannetje dat probeert te voorkomen door bij haar in de buurt te blijven en agressief te reageren op andere krokodillen.

### Nest
Een maand na de paring moet het vrouwtje haar eieren leggen. De eieren moeten op een hoge temperatuur gehouden worden want onder 28 °C kunnen de jongen niet overleven. Een temperatuur van 30 °C tot 32 °C is normaal. De temperatuur van het nest is heel belangrijk: dit bepaalt het geslacht, maar ook de kleuren en patronen van de jongen. Een temperatuur van 32-33 °C levert meestal mannetjes op terwijl 31 °C of lager meestal vrouwtjes oplevert.
Het vrouwtje graaft een nest dat bestaat uit een kuil in de bodem. Het nest wordt met behulp van de achterpoten in zandbanken gecreëerd en heeft een diepte tot 50 centimeter. Het nest is op enkele meters van de waterlijn gelegen en bevindt zich vaak in de nabijheid van andere nesten. Als er weinig plaats is, kunnen de vrouwtjes onderling elkaar proberen te verdringen: ze duwen elkaar dan omver. De periode van het jaar waarin dit gebeurt hangt af van de geografische locatie; in het noorden van het verspreidingsgebied tijdens het droge seizoen, in het zuidelijke deel is het regenseizoen het moment om een nest te graven, in de maanden november tot december.
Soms staakt het vrouwtje plotseling het graven van het nest waarna een andere locatie wordt gezocht. Lange tijd was de reden hiervan onduidelijk maar biologen vermoeden dat dit te maken heeft met het aantreffen van wortels van de plant Chromolaena odorata. Deze plant overschaduwt de nesten waardoor de temperatuur van de ondergrond lager is in vergelijking met onbegroeide nesten waar het zonlicht niet wordt weggevangen. Omdat krokodillen geen geslachtschromosomen hebben en het geslacht bepaald wordt door de temperatuur, worden bij lagere temperaturen alleen vrouwtjes geboren. In gebieden waar de plant al te massaal voorkomt is het moeilijker om niet-overwoekerde nestplaatsen te vinden wat ongezond is voor de populatie vanwege het lage aantal mannetjes, dit probleem doet zich onder andere voor in het St. Luciameer in Zuid-Afrika.
Sommige vrouwtjes keren elk jaar naar dezelfde nestplaats terug, die ze bewaakt door erbovenop te liggen of het vanuit een nabije schaduwplek in de gaten te houden als er jongen zijn. Roofdieren zoals varanen maken veel van de eieren buit en soms gaat meer dan de helft van het legsel verloren.
Het vrouwtje kan zestien tot tachtig eieren produceren, het zijn er meestal veertig tot zestig. Het exacte aantal verschilt enigszins per populatie. Ze kan er soms wel een uur over doen om ze te allemaal af te zetten. Hoe ouder de krokodil is, hoe meer eieren ze legt. In de broedperiode hangt de ontwikkeling van het jong af van het weer: als het te veel regent verdrinkt het jong, als het te heet is, wordt de dooier hard en sterft het jong van de honger. Na ruim twee tot ruim drie maanden komen de eieren uit, gedurende deze tijd blijft het vrouwtje in de buurt van het nest maar moet af en toe het water betreden om af te koelen. Alleen dan hebben roofdieren als rovende zoogdieren en met name de nijlvaraan (Varanus niloticus) een kans om de eitjes op te graven. Een belangrijk deel van de embryo's wordt opgegeten door dieren of opgegraven door de mens voordat ze het ei kunnen verlaten.

### Juvenielen

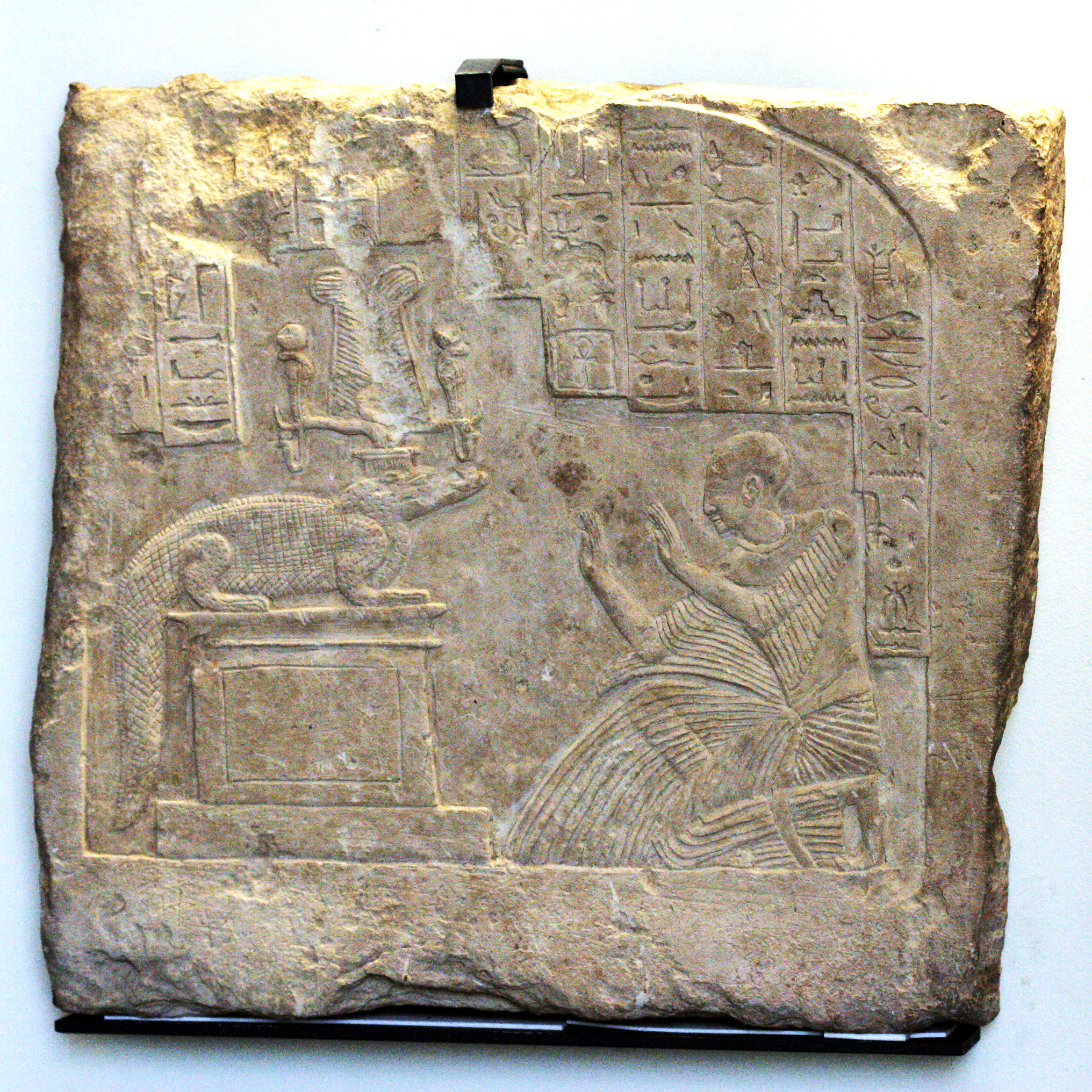
Op deze Egyptische tablet uit 1295 tot 1069 voor Christus is links Sobek te zien, de god van de vruchtbaarheid. Sobek werd meestal afgebeeld als man met een krokodillenkop maar ook wel als krokodil, zoals op deze tablet. De Egyptenaren uit deze tijd hielden nijlkrokodillen als huisdier, en als ze kwamen te overlijden werden ze gemummificeerd en bijgezet in graftombes.

Als de eieren uitkomen maken de jongen piepende geluiden wat de moeder aanzet tot het opgraven van de jongen en nog niet geopende eieren zachtjes te kraken met de tanden. Ze klemt het ei vast tussen haar tong en verhemelte (dus niet tussen de tanden) en rolt het dan heen en weer tegen het gehemelte totdat het na soms wel twintig minuten breekt en het jong tevoorschijn komt. Het kleine krokodilletje heeft een eitand zo groot als een zandkorreltje die wordt gebruikt om uit het ei te komen en na een week afvalt. De eischaal is dunner geworden tijdens de incubatieperiode. De moeder graaft het nest open en helpt en draagt de jongen in haar bek naar het water. Het gewicht van alle jongen en eieren drukt op haar tong waardoor een buidel ontstaat die maximaal twintig eieren en jongen kan bevatten. Eenmaal in het water wordt voorzichtig met de kop geschud om de jongen te stimuleren het water in te gaan. Terwijl de moeder een deel van de jongen naar het water draagt, wordt vaak een deel van de overblijvende jongen of eieren opgegeten door varanen of andere roofdieren. Vlak na het uitkomen van de eieren begint het natte seizoen en daarom is er volop voedsel zoals insecten, kikkers en kikkervisjes. De net uitgekomen krokodillen blijven enkele weken bij het moederdier en leven daarna in groepjes met oudere soortgenoten, ook met exemplaren uit andere nesten. Ze blijven echter uit de buurt van grote soortgenoten omdat deze erg territoriaal zijn en de jongen niet zelden opeten.

## Vijanden
Jonge nijlkrokodillen worden door allerlei dieren gegeten, rovende zoogdieren, vogels, grote vissen en grotere soortgenoten. Grotere exemplaren hebben veel minder vijanden, ze worden soms door leeuwen gedood als ze 's nachts op land lopen. Ook nijlpaarden doden soms volwassen nijlkrokodillen, vermoedelijk ter verdediging van hun eigen kalveren. Ten slotte staan Afrikaanse olifanten erom bekend een nijlkrokodil te kunnen doden als deze zich op het land begeeft.
Bij de nijlkrokodil, maar misschien ook bij andere soorten, sterven soms dieren als gevolg van gevechten tussen rivaliserende mannetjes tijdens het broedseizoen. Er zijn weinig kadavers van pas gedode mannetjes gevonden en het sterftecijfer als gevolg van deze krachtmetingen kon nog niet worden achterhaald. De natuurlijke sterfte onder nijlkrokodillen van een meter of langer is relatief gering.
Bekende parasieten die in de natuur voorkomen maar ook de krokodillenfarms plagen zijn de nematoden uit het geslacht Trichinella, die zich in de spieren nestelen.

## Bedreiging en bescherming
Nijlkrokodillen worden voornamelijk bedreigd door de mens. Het doden van krokodillen uit angst, het beschermen van het vee of vanuit een commercieel oogmerk vindt op grote schaal plaats. Ook het gebruik van visnetten waar krokodillen in verstrikt raken en de vernietiging van het natuurlijke leefgebied zijn belangrijke bedreigingen, voornamelijk door verdroging is de nijlkrokodil in sommige landen al verdwenen. De concurrentie met andere Afrikaanse soorten, zoals de pantserkrokodil, heeft ook een negatieve invloed. Ondanks dat de nijlkrokodil in verspreiding wordt teruggedrongen is de soort niet bedreigd; er zijn zo'n 50.000 tot 70.000 volwassen exemplaren in het wild. In sommige landen staat de krokodil onder grote druk, met name in het westen en noordelijke deel van het verspreidingsgebied.
Het geïmporteerde krokodillenvlees dat soms in restaurants wordt geserveerd komt van gefokte exemplaren uit krokodillenfarms, waar de krokodil voornamelijk om de huid gekweekt wordt. De soort wordt beschermd, maar exemplaren die erg gevaarlijk zijn mogen wel worden gevangen en worden elders uitgezet of komen in een farm terecht.

### Beschermingsstatus
Door de internationale natuurbeschermingsorganisatie IUCN is de beschermingsstatus 'veilig' toegewezen (Least Concern of LC).

## Afbeeldingen

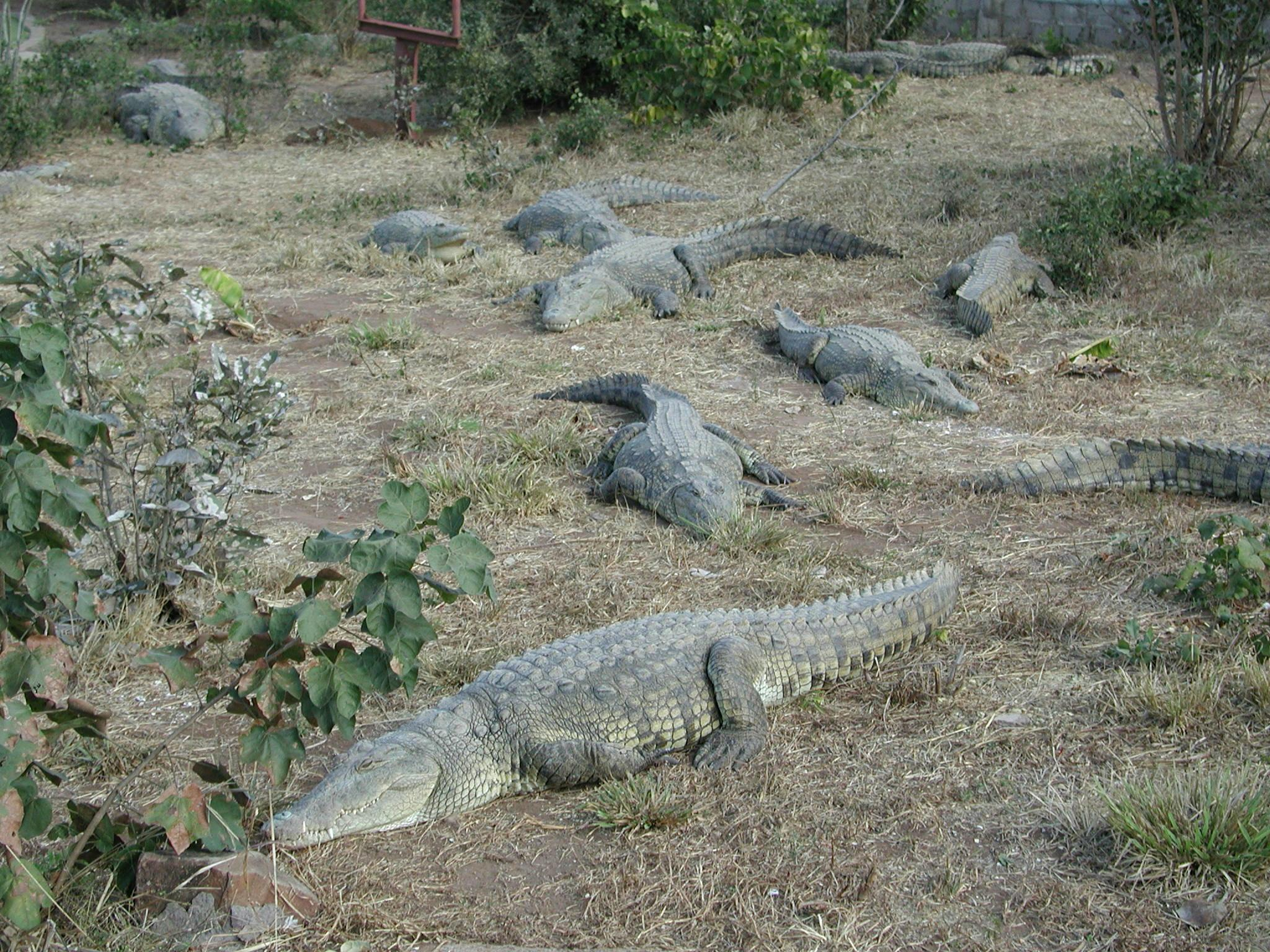
Een krokodillenfarm.
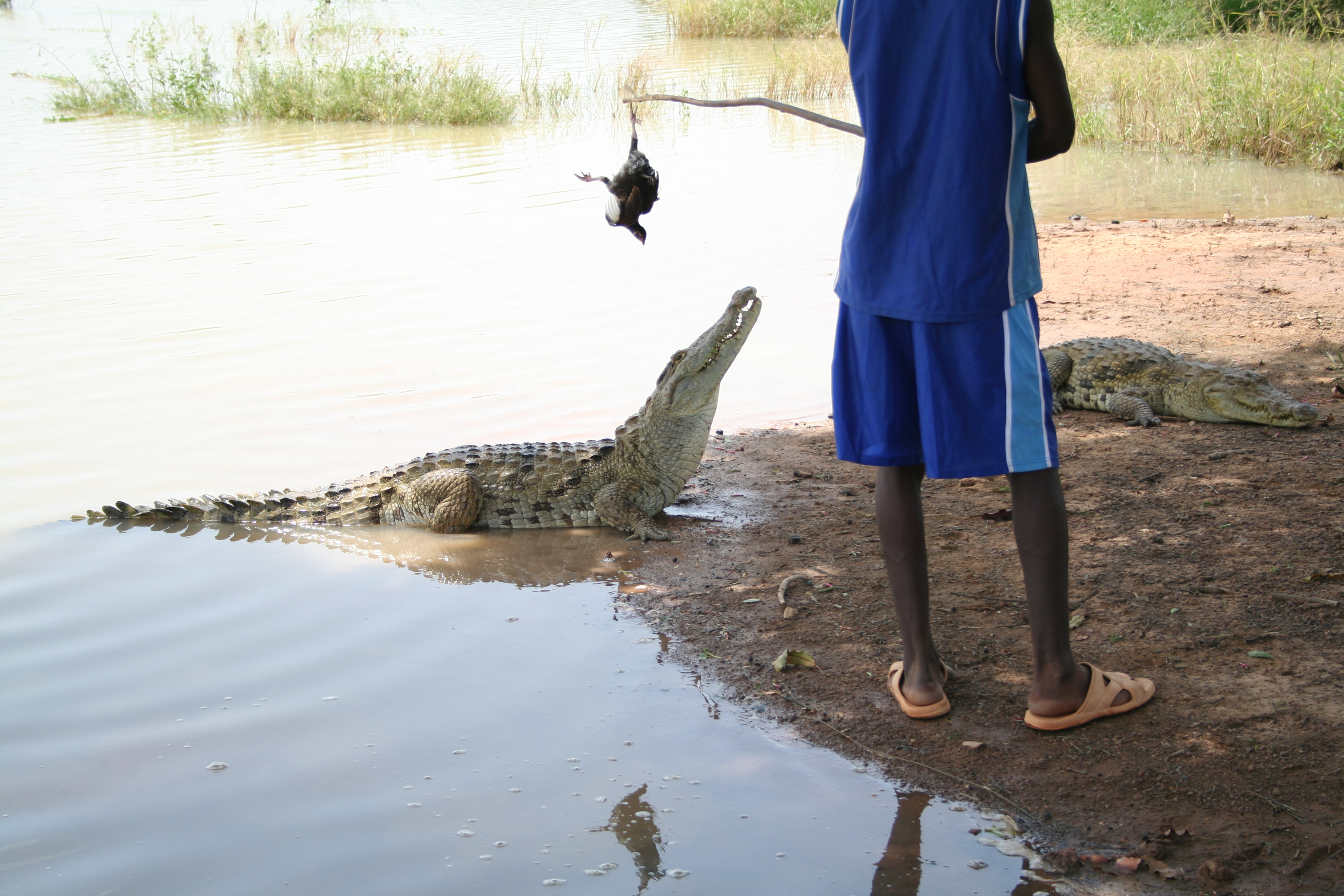
In Burkina Faso worden nijlkrokodillen als heilig beschouwd en er worden offers gebracht.
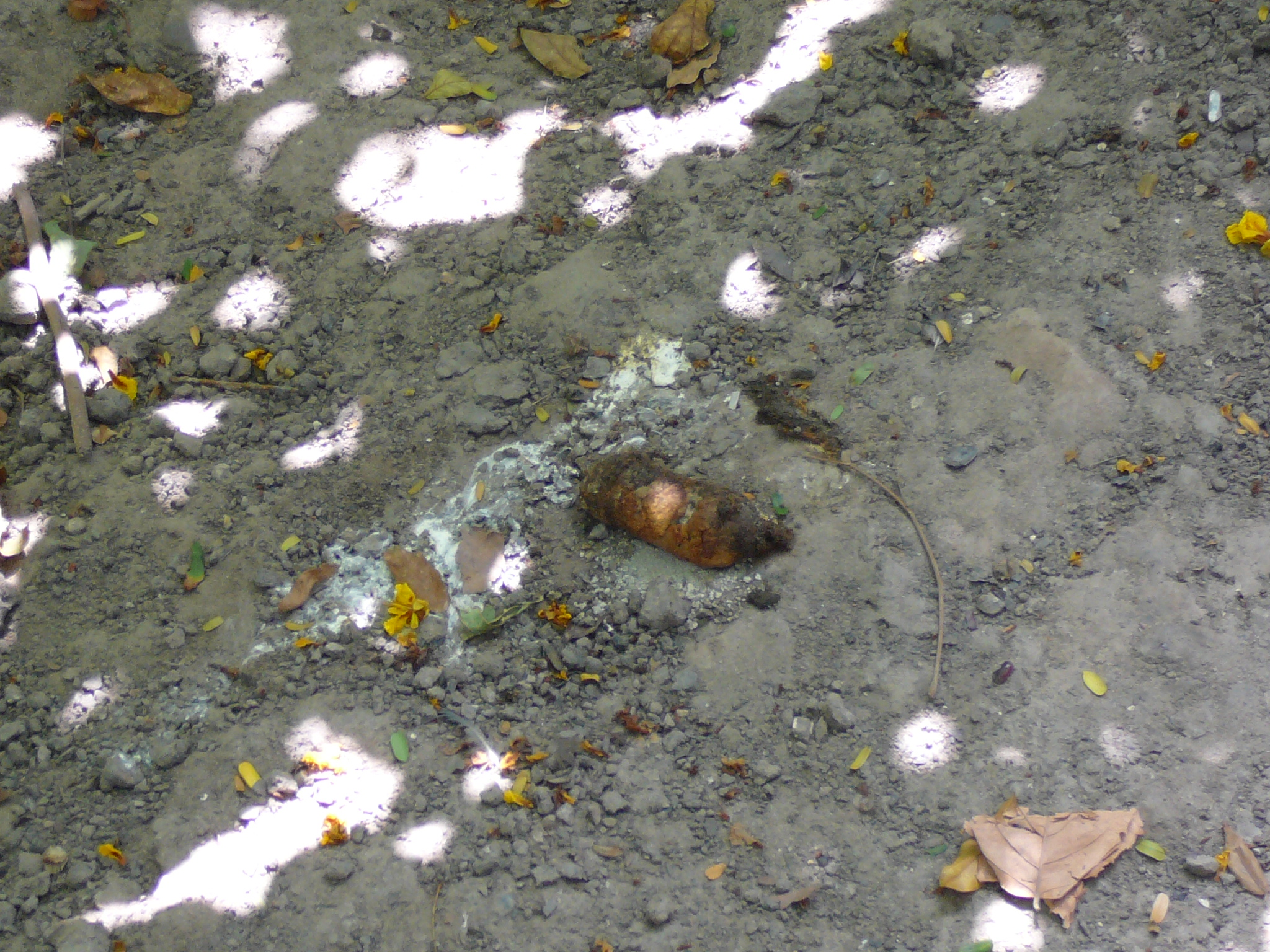
Uitwerpselen van een exemplaar in Gambia.
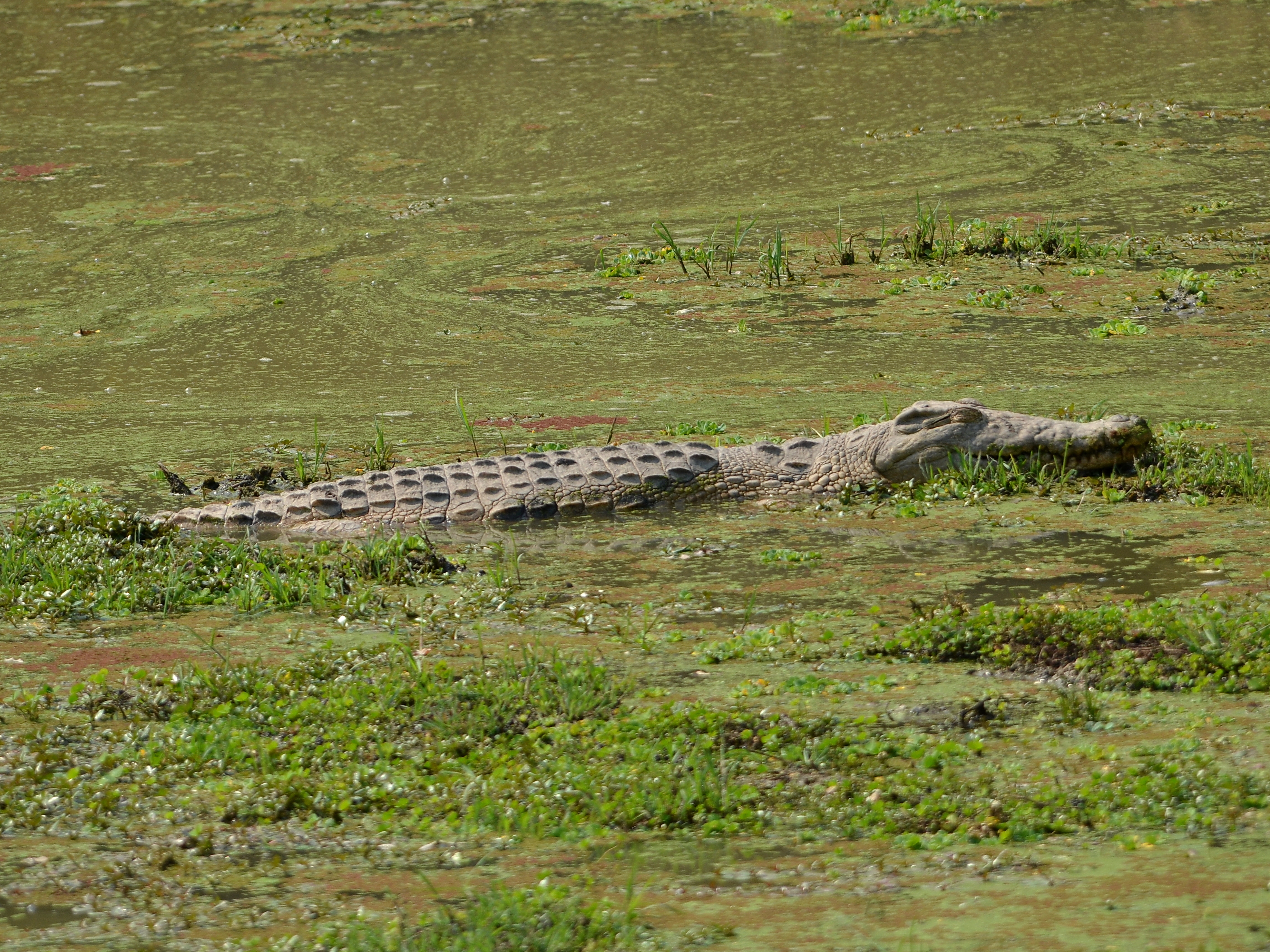
Nijlkrokodil in de natuurlijke habitat.
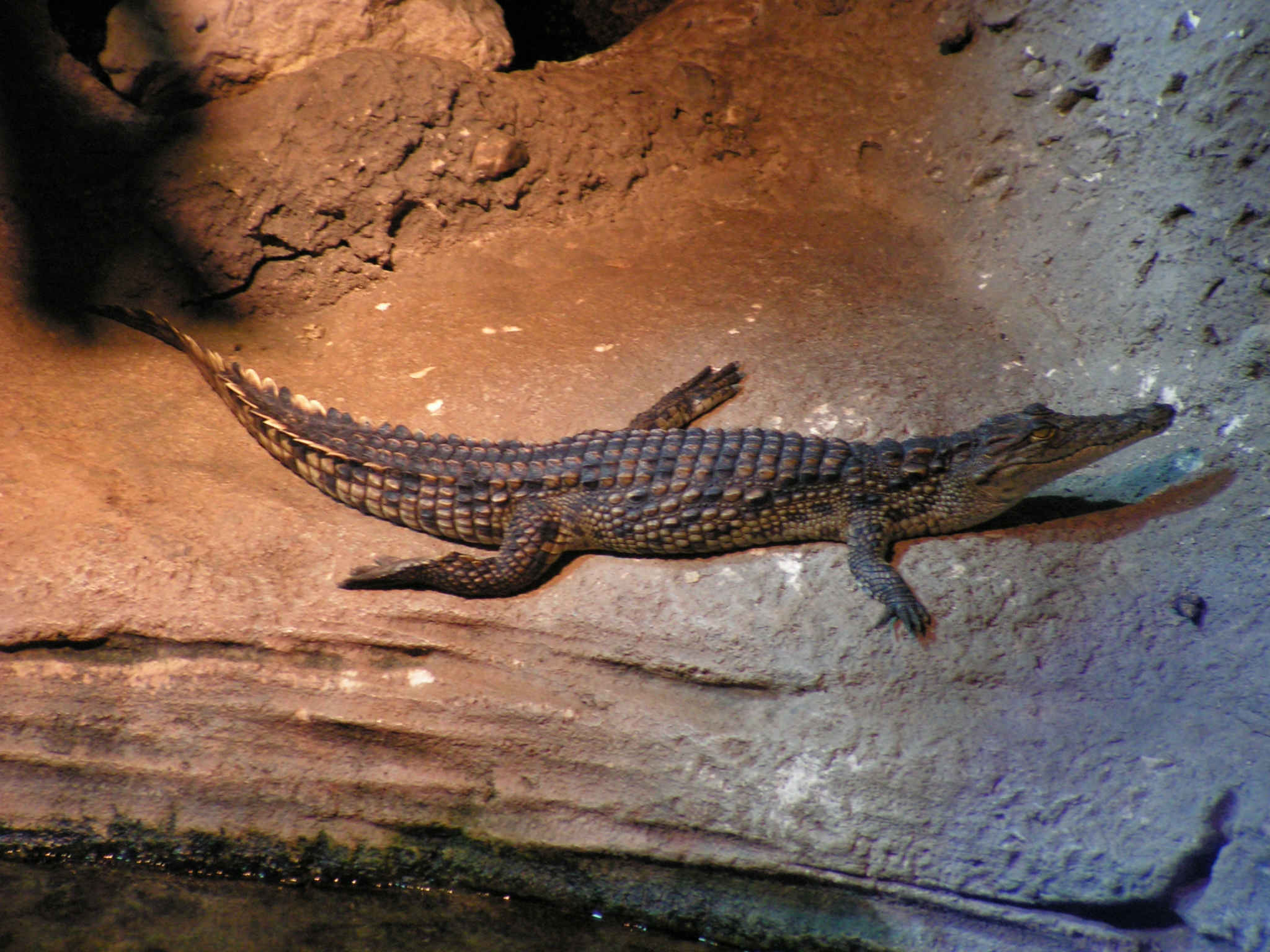
Een jonge nijlkrokodil in een dierentuin.
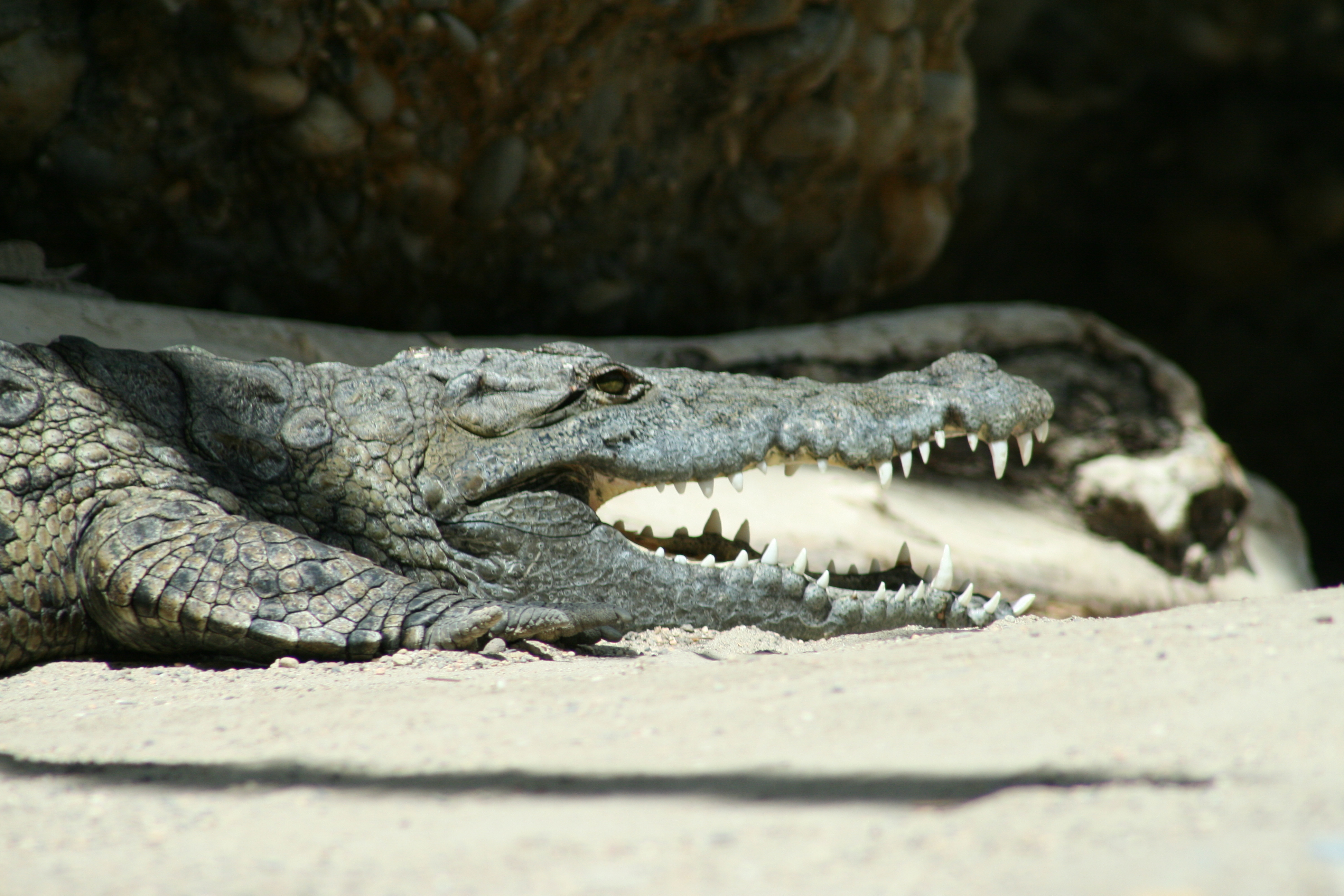
De bek wordt niet alleen opengesperd om te dreigen, maar ook om af te koelen.
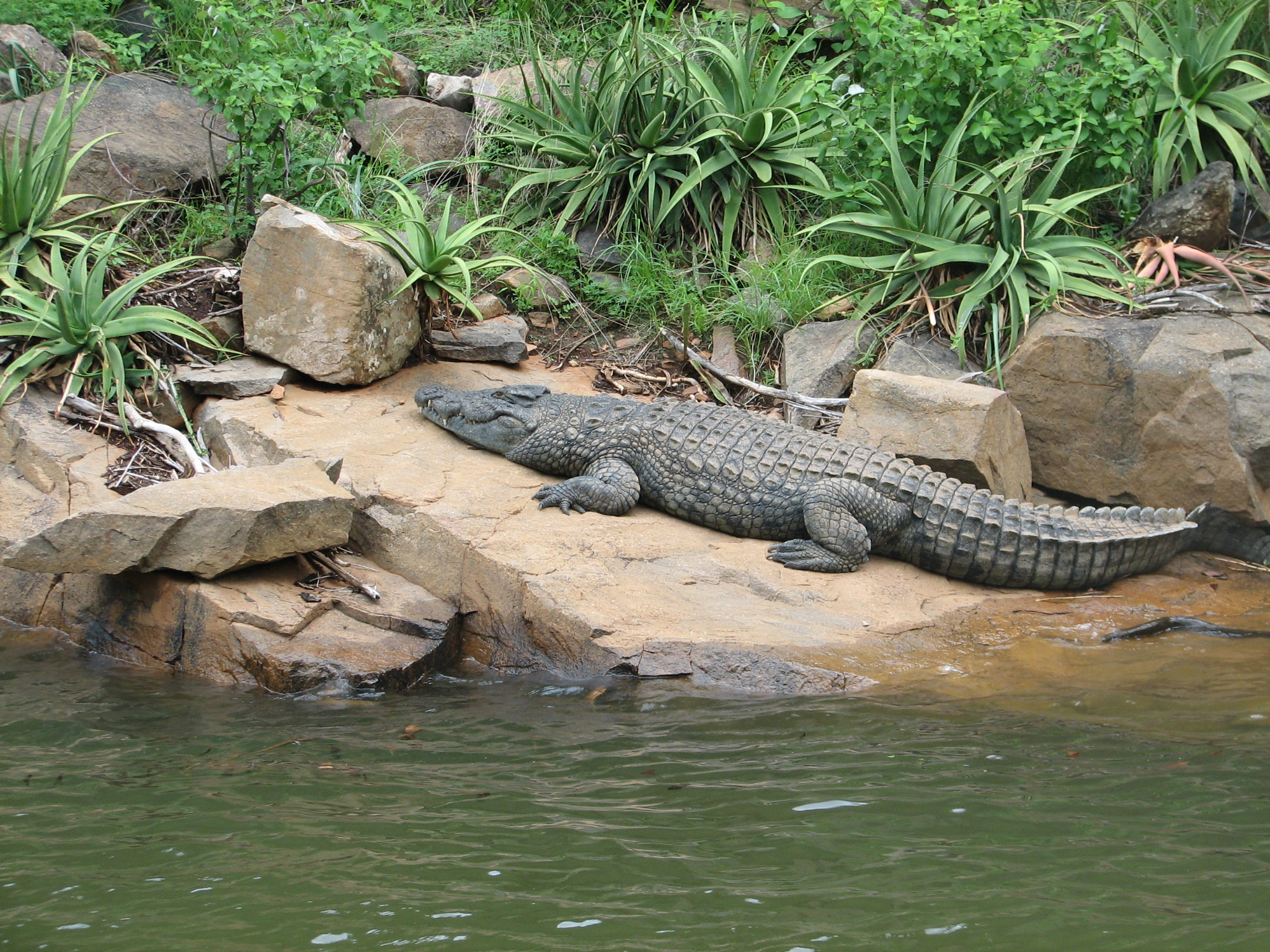
Een exemplaar uit Zuid-Afrika.